# Svinná (zámek)
Svinná (též Nový zámek) je zámek ve stejnojmenné vesnici u Hlohovic v okrese Rokycany. Postaven byl na konci osmnáctého století jako součást hospodářského dvora, ale dochovaná podoba je výsledkem klasicistních úprav. Zámek s hospodářským dvorem jsou chráněné jako kulturní památka ČR.

## Historie
Starším panským sídlem ve Svinné byl Starý zámek. Po připojení statku k liblínskému panství byla asi v 60. letech 18. století zahájena stavba  nového zámku. Starý zámek byl nadále využíván jen k hospodářským účelům poplužního dvora. Na konci osmnáctého století proběhla jeho rozsáhlá přestavba, během které byl starý dvůr rozšířen a jeho součástí se stala barokní budova Nového zámku.

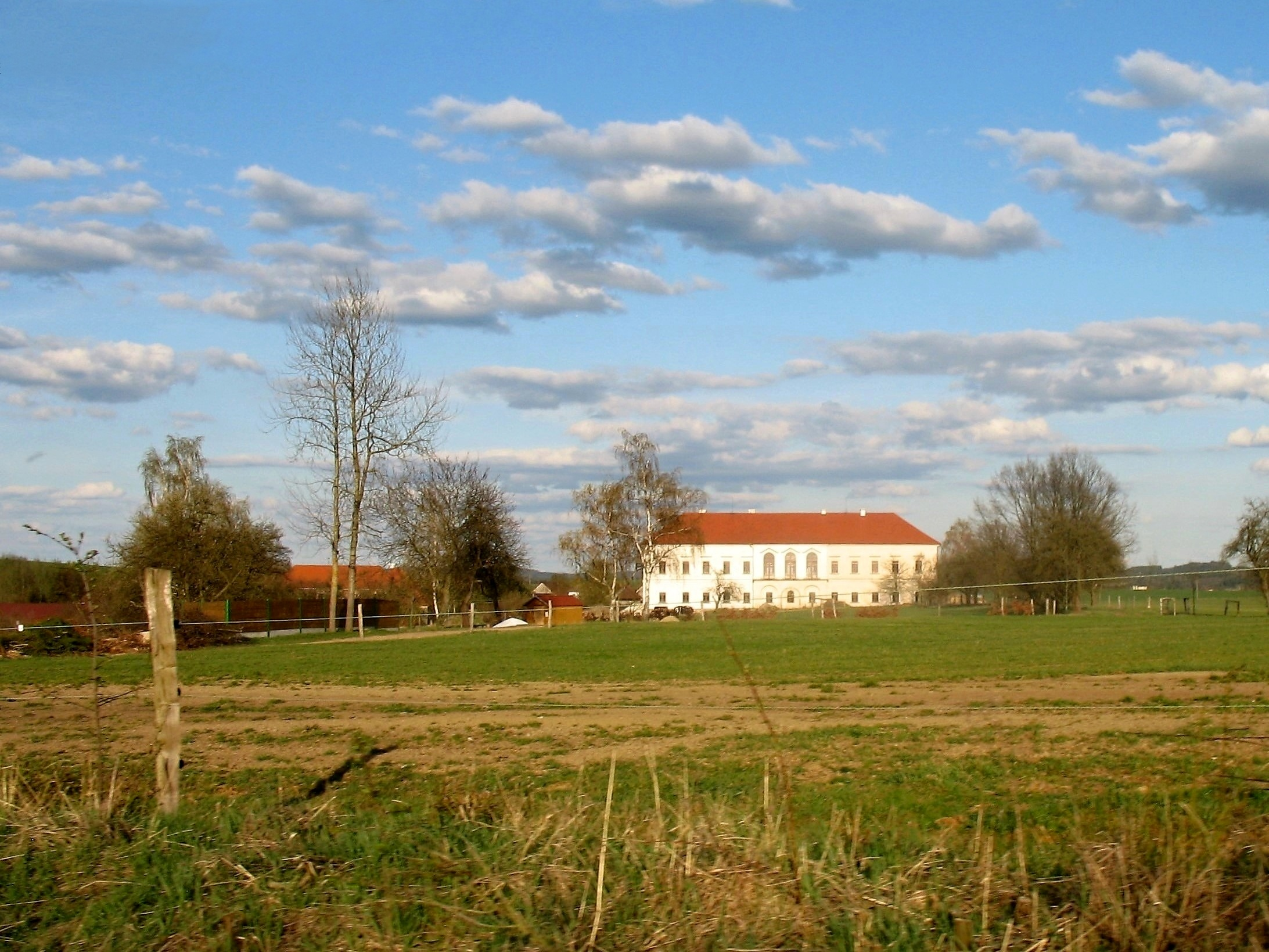
Zámek v roce 2018

Roku 1801 Svinnou zdědila Sidonie z Ledebouru, která se provdala za hraběte Wurmbranda. Po ní liblínské panství včetně Svinné převzal syn Jan Vilém Wurmbrand, který je roku 1857 prodal nassavskému vévodovi Adolfovi. Některý z Wurmbrandů nechal zámek klasicistně upravit, ale přestavba nebyla dokončena. Během pozemkové reformy statek v roce 1924 koupil V. Hejný a po druhé světové válce zámek převzalo jednotné zemědělské družstvo. Zanedbáním údržby budova postupně zchátrala a byla zdevastována. Rekonstrukce začala až na počátku 21. století.

## Stavební podoba

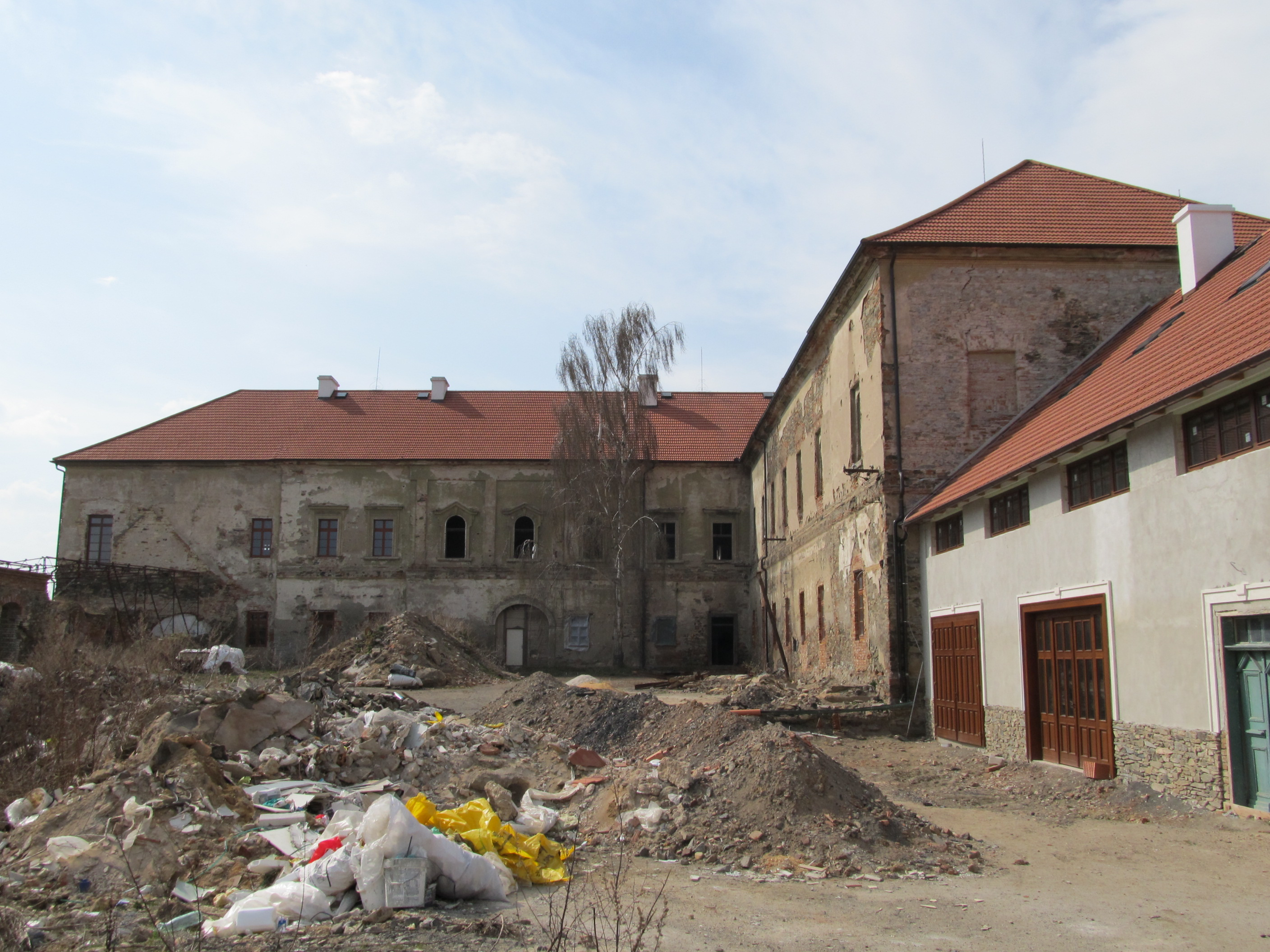
Zámecké nádvoří během rekonstrukce

Zámecká budova tvoří západní stranu dvora a navazuje na ni kratší boční křídlo. Má obdélníkový půdorys, klasicistní fasádu členěnou pilastry na nádvorní straně, třináct okenních os a valbovou střechu. Střed průčelí je zdůrazněn trojosým rizalitem s půlkruhově zaklenutými okny a balkonem. Pod ním středem budovy původně vedl průjezd do dvora. K památkově chráněnému areálu patří také hospodářské budovy: tři chlévy, kolna přestavěná na garáže s obytným podkrovím, kočárovna upravenou na stodolu a sýpka.
V roce 2011 byl v místech, kde k zámeckému křídlu přiléhá na severní straně areálu sýpky, odkryt systém sklepů a větracích šachet. Sklepy byly zatopené vodou, která do nich pronikla po zřícení pláště studny. Během průzkumu bylo také zjištěno, že úroveň nádvoří je v prostoru sýpky přibližně osmdesát centimetrů nad úrovní původního dvora.